# Oecanthus latipennis
Oecanthus latipennis är en insektsart som beskrevs av Riley, C.V. 1881. Oecanthus latipennis ingår i släktet Oecanthus och familjen syrsor. Inga underarter finns listade i Catalogue of Life.

## Bildgalleri

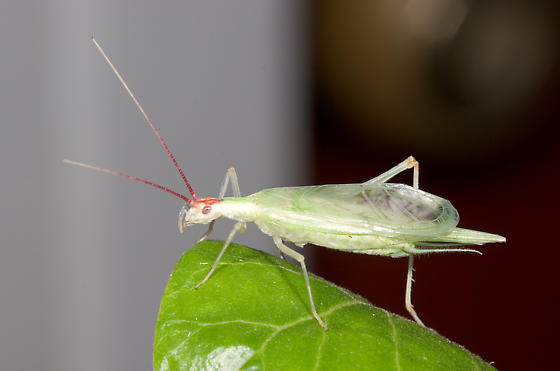